# Vaux-en-Amiénois
Pour les articles homonymes, voir Vaux.
Vaux-en-Amiénois est une commune française située dans le département de la Somme, en région Hauts-de-France.

## Géographie

### Localisation
Vaux-en-Amiénois est un village picard de l'Amiénois.
À vol d'oiseau, la localité est située à 5 km au nord-est d'Ailly-sur-Somme, 6 km au sud-ouest de Villers-Bocage, 8 km au nord-ouest d'Amiens, 20 km au nord-ouest de Corbie et à 34 km au sud-est d'Abbeville.
Le territoire de la commune est limitrophe de ceux de six communes.  
Les communes limitrophes sont Argœuves, Bertangles, Flesselles, Saint-Sauveur, Saint-Vaast-en-Chaussée et Vignacourt.

### Hydrographie
La commune est située dans le bassin Artois-Picardie. Elle n'est drainée par aucun cours d'eau.

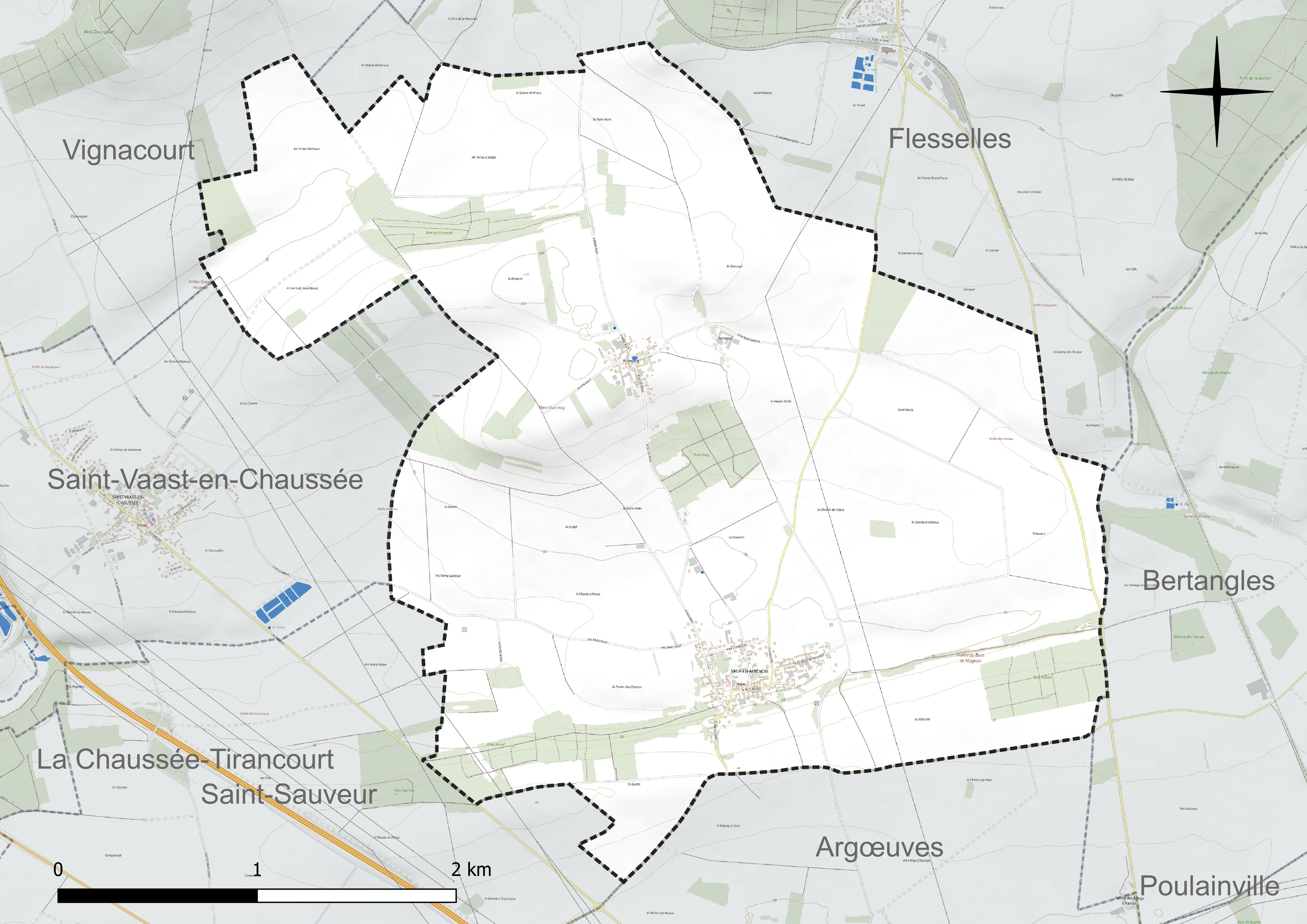
Réseau hydrographique de Vaux-en-Amiénois.

### Climat
Pour des articles plus généraux, voir Climat des Hauts-de-France et Climat de la Somme.
En 2010, le climat de la commune est de type climat océanique dégradé des plaines du Centre et du Nord, selon une étude du CNRS s'appuyant sur une série de données couvrant la période 1971-2000. En 2020, Météo-France publie une typologie des climats de la France métropolitaine dans laquelle la commune est exposée à un climat océanique et est dans une zone de transition entre les régions climatiques « Nord-est du bassin Parisien » et « Côtes de la Manche orientale ».
Pour la période 1971-2000, la température annuelle moyenne est de 10,3 °C, avec une amplitude thermique annuelle de 14,2 °C. Le cumul annuel moyen de précipitations est de 729 mm, avec 12 jours de précipitations en janvier et 8,7 jours en juillet. Pour la période 1991-2020, la température moyenne annuelle observée sur la station météorologique la plus proche, située sur la commune de Glisy à 14 km à vol d'oiseau, est de 11,1 °C et le cumul annuel moyen de précipitations est de 646,6 mm,. Pour l'avenir, les paramètres climatiques de la commune estimés pour 2050 selon différents scénarios d'émission de gaz à effet de serre sont consultables sur un site dédié publié par Météo-France en novembre 2022.

## Urbanisme

### Typologie
Au 1er janvier 2024, Vaux-en-Amiénois est catégorisée commune rurale à habitat dispersé, selon la nouvelle grille communale de densité à sept niveaux définie par l'Insee en 2022.
Elle est située hors unité urbaine. Par ailleurs la commune fait partie de l'aire d'attraction d'Amiens, dont elle est une commune de la couronne,. Cette aire, qui regroupe 369 communes, est catégorisée dans les aires de 200 000 à moins de 700 000 habitants,.

### Occupation des sols
L'occupation des sols de la commune, telle qu'elle ressort de la base de données européenne d'occupation biophysique des sols Corine Land Cover (CLC), est marquée par l'importance des territoires agricoles (87,1 % en 2018), une proportion identique à celle de 1990 (87,1 %). La répartition détaillée en 2018 est la suivante : 
terres arables (87,1 %), forêts (10,6 %), zones urbanisées (2,2 %). L'évolution de l'occupation des sols de la commune et de ses infrastructures peut être observée sur les différentes représentations cartographiques du territoire : la carte de Cassini (XVIIIe siècle), la carte d'état-major (1820-1866) et les cartes ou photos aériennes de l'IGN pour la période actuelle (1950 à aujourd'hui).

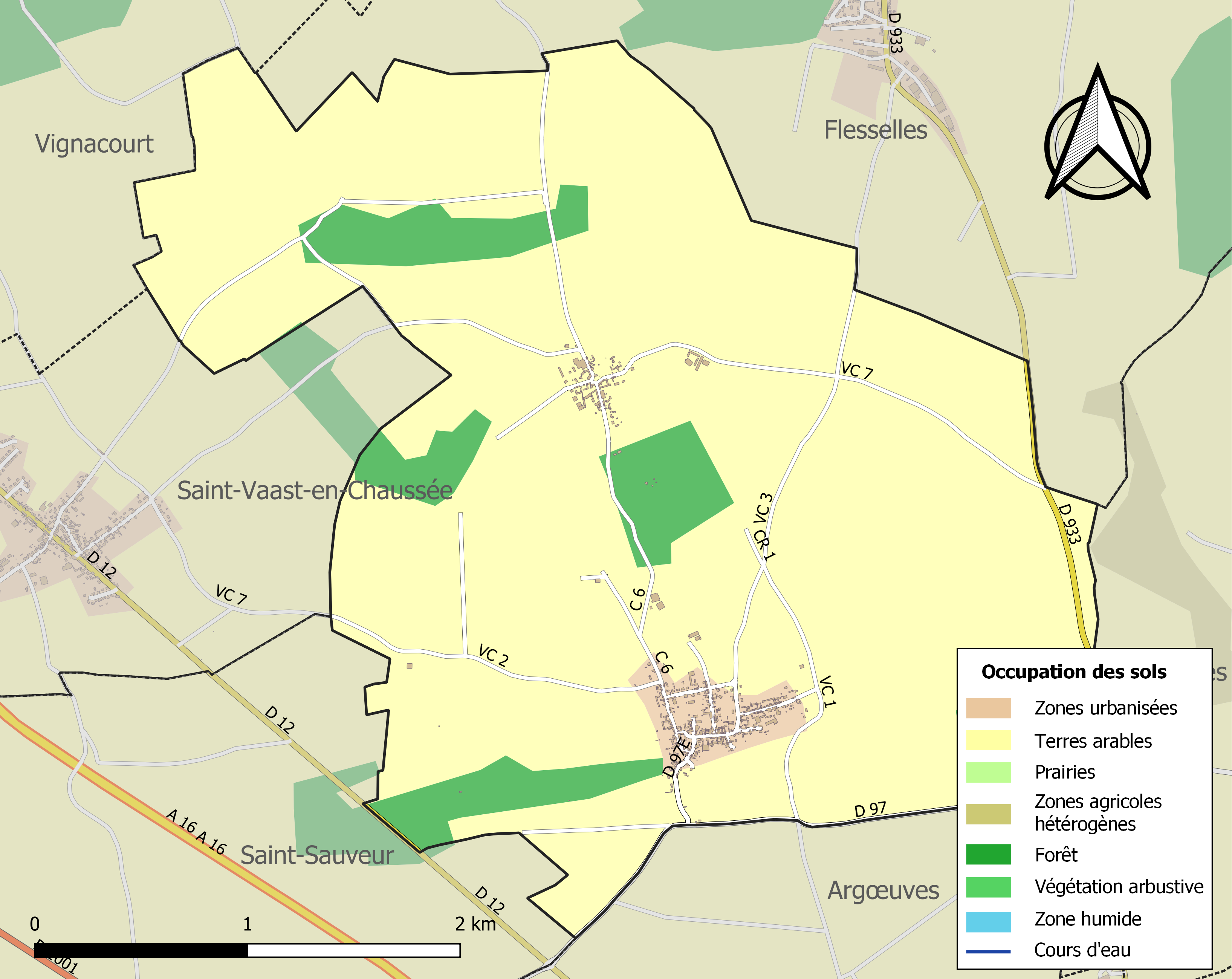
Carte des infrastructures et de l'occupation des sols de la commune en 2018 (CLC).

### Voies de communication et transports
La localité est desservie par la ligne d'autocars no 56 (Havernas - Flesselles - Amiens) du réseau Trans'80, Hauts-de-France, chaque jour de la semaine sauf le dimanche et les jours fériés.

## Toponymie
Vallis est cité en 1131 dans le cartulaire Saint-Jean. Wals apparait en 1140 dans un cartulaire de Bertaucourt. En 1176, c'est Vaus qui est apporté par le cartulaire Saint-Jean.

De l'oïl vau « vallée » ; -x est adventice.
L'Amiénois est une partie de la Haute-Picardie, qui occupe aujourd'hui le milieu du département de la Somme.

## Histoire

### Première Guerre mondiale
Des soldats anglais cantonnent dans le village. Ils installent un réseau d'eau.

## Politique et administration

### Liste des maires
| Période                                  | Période                      | Identité           | Étiquette | Qualité                         |
| ---------------------------------------- | ---------------------------- | ------------------ | --------- | ------------------------------- |
| Les données manquantes sont à compléter. |                              |                    |           |                                 |
| 1983                                     | 1989                         | André Goidin       |           |                                 |
| 1989                                     | 2001                         | Jean Fauquembergue |           |                                 |
| mars 2001                                | 2008                         | Philippe Gambier   |           |                                 |
| mars 2008                                | En cours (au 8 octobre 2020) | Daniel Leleu       |           | Réélu pour le mandat 2020-2026, |

### Politique de développement durable
Lors du classement au concours des villes et villages fleuris de 2015, deux fleurs récompensent les efforts locaux en faveur de l'environnement.

## Population et société

### Démographie
L'évolution du nombre d'habitants est connue à travers les recensements de la population effectués dans la commune depuis 1793. Pour les communes de moins de 10 000 habitants, une enquête de recensement portant sur toute la population est réalisée tous les cinq ans, les populations de référence des années intermédiaires étant quant à elles estimées par interpolation ou extrapolation. Pour la commune, le premier recensement exhaustif entrant dans le cadre du nouveau dispositif a été réalisé en 2005.

En 2022, la commune comptait 440 habitants, en évolution de +8,91 % par rapport à 2016 (Somme : −1,26 %, France hors Mayotte : +2,11 %).
| 1793 | 1800 | 1806 | 1821 | 1831 | 1836 | 1841 | 1846 | 1851 |
| ---- | ---- | ---- | ---- | ---- | ---- | ---- | ---- | ---- |
| 636  | 694  | 760  | 639  | 872  | 919  | 957  | 919  | 923  |

| 1856 | 1861 | 1866 | 1872 | 1876 | 1881 | 1886 | 1891 | 1896 |
| ---- | ---- | ---- | ---- | ---- | ---- | ---- | ---- | ---- |
| 907  | 854  | 773  | 740  | 738  | 669  | 637  | 587  | 554  |

| 1901 | 1906 | 1911 | 1921 | 1926 | 1931 | 1936 | 1946 | 1954 |
| ---- | ---- | ---- | ---- | ---- | ---- | ---- | ---- | ---- |
| 520  | 515  | 482  | 366  | 349  | 324  | 267  | 287  | 308  |

| 1962 | 1968 | 1975 | 1982 | 1990 | 1999 | 2005 | 2006 | 2010 |
| ---- | ---- | ---- | ---- | ---- | ---- | ---- | ---- | ---- |
| 286  | 309  | 322  | 401  | 392  | 389  | 423  | 428  | 424  |

| 2015 | 2020 | 2022 | - | - | - | - | - | - |
| ---- | ---- | ---- | - | - | - | - | - | - |
| 413  | 424  | 440  | - | - | - | - | - | - |

### Enseignement
Les communes de Vaux et Saint-Vast-en-Chaussée se sont associées en regroupement pédagogique intercommunal (RPI).
Pour l'année scolaire 2018-2019, la commune héberge une école élémentaire de 43 élèves, située en zone B pour les vacances scolaires, dans l'académie d'Amiens.

### Associations locales
Le village dispose de liens particuliers avec Cattolica Eraclea, localité sicilienne. En mars 2019, un marché sicilien est organisé par l'association valloise qui promeut les relations avec l'île italienne et les échanges d'arbres.

## Culture locale et patrimoine

### Lieux et monuments
- Église paroissiale Saint-Firmin

L'église de Vaux est dédiée à saint Firmin le martyr, premier évêque d'Amiens. Avant la Révolution, elle dépendait du chapitre cathédral. Celui-ci fit peindre ses armes à l'intérieur de l'église en 1696, lorsqu'on abattit le jubé qui séparait la nef du chœur.
L'église date en partie du XVIe siècle, ainsi qu'en témoigne le mur pignon dont la porte en anse de panier est surmontée d'un arc en accolade. À la même époque fut sculptée la petite pietà malheureusement mutilée, qui surmonte la porte sud. Le chœur, postérieur, paraît dater du XVIe siècle. Des travaux furent menés au XIXe siècle avec l'agrandissement de la nef, la réparation du portail (1875) et la construction de la sacristie.
- Chapelle de Frémont

Dans le hameau de Frémont, annexe de Vaux-en-Amiénois, se trouve une grande chapelle édifiée à l'extrême fin du XVIIIe siècle (1799-1800) et placée sous l'invocation de saint Pierre. La façade fut refaite plus tard dans le style néo-gothique. Les fenêtres de cet édifice abritaient des fragments de vitraux anciens (XVIe siècle) provenant peut-être de l'abbaye du Gard, mais dont il ne reste à peu près rien.
- Chapelle Sainte-Anne

Une mention à l'intérieur nous apprend qu'elle a été donnée en 1701. Restaurée en 1998, elle appartient à la commune.

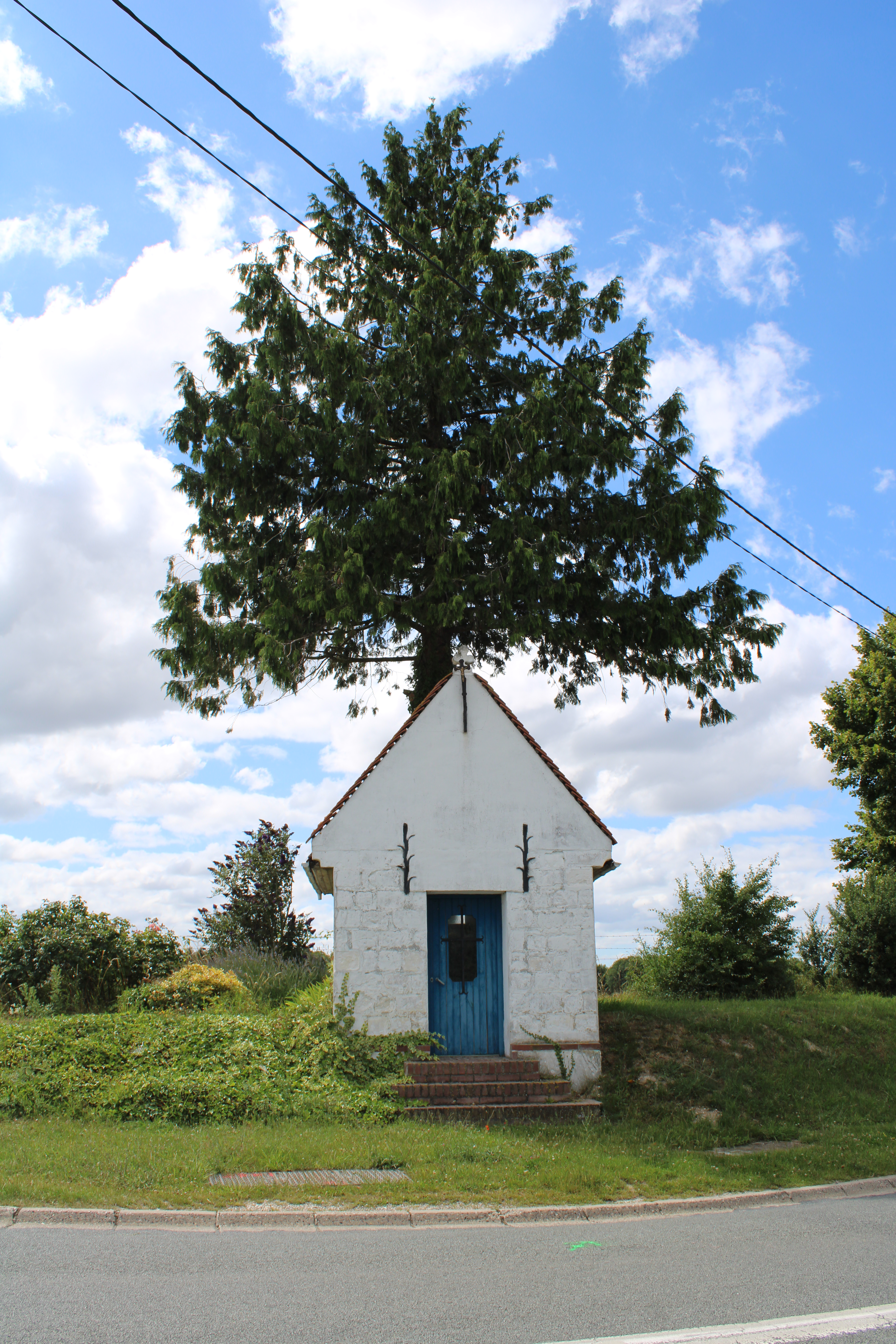
La chapelle Sainte-Anne.
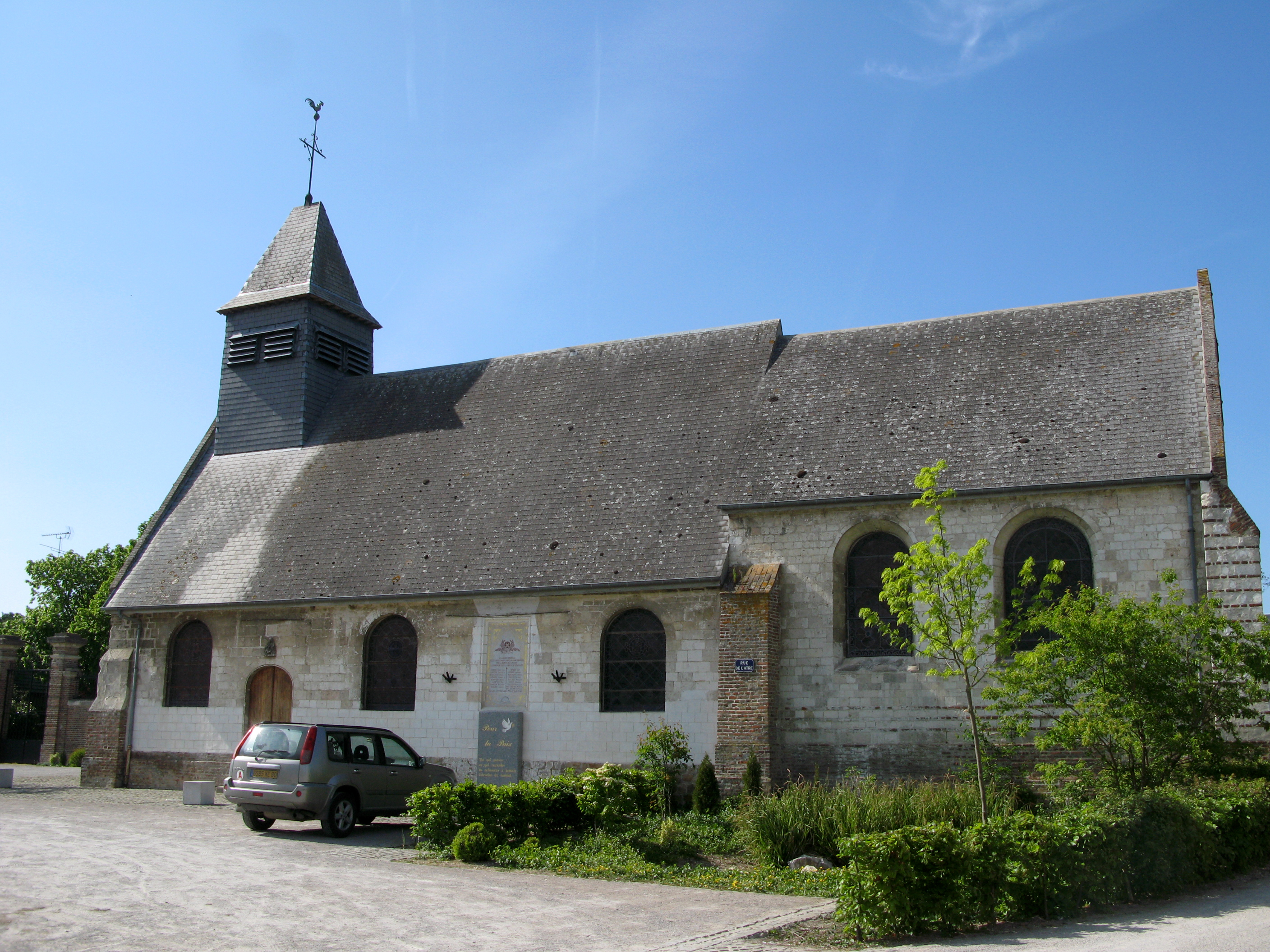
L'église Saint-Firmin.
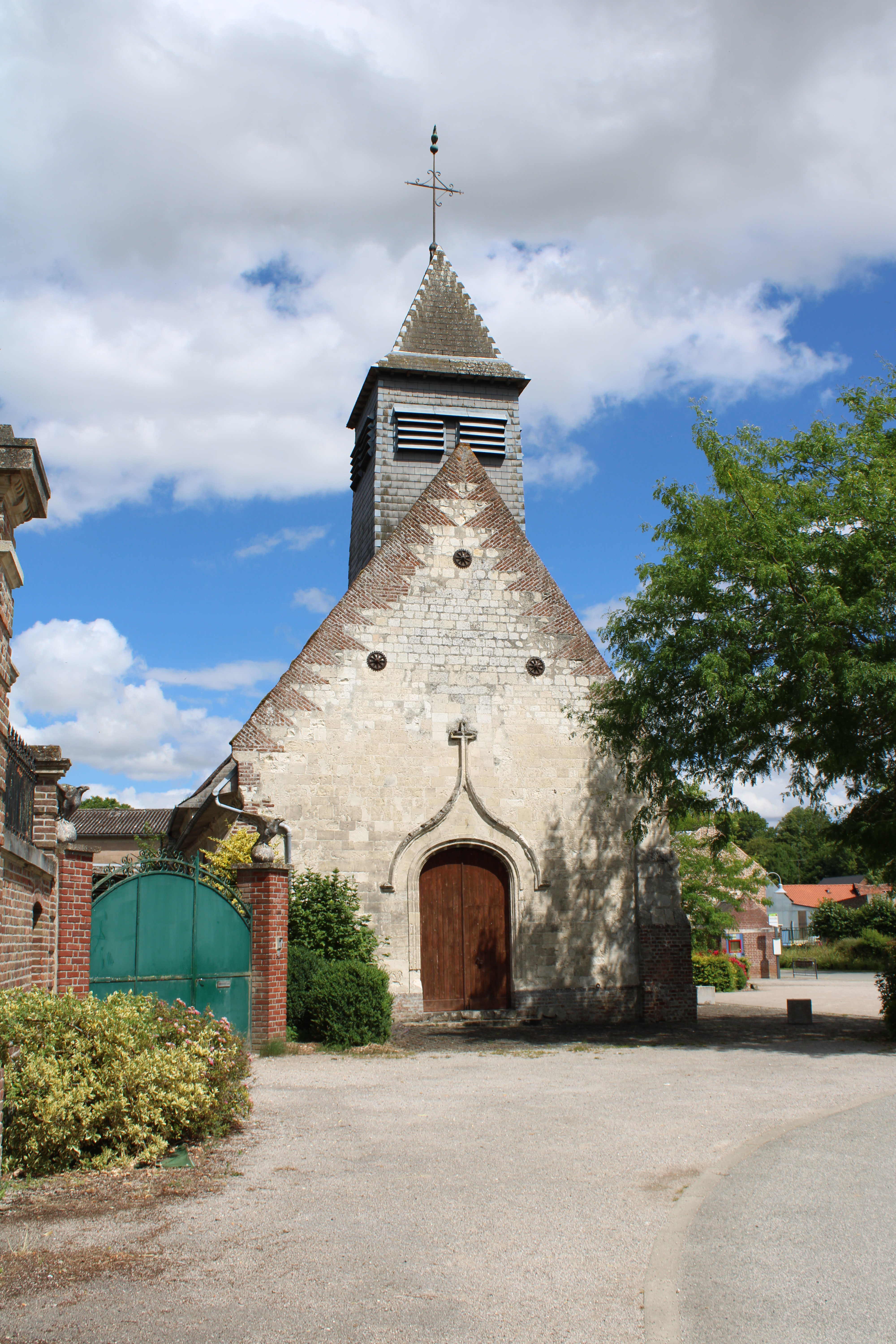
Le clocher.
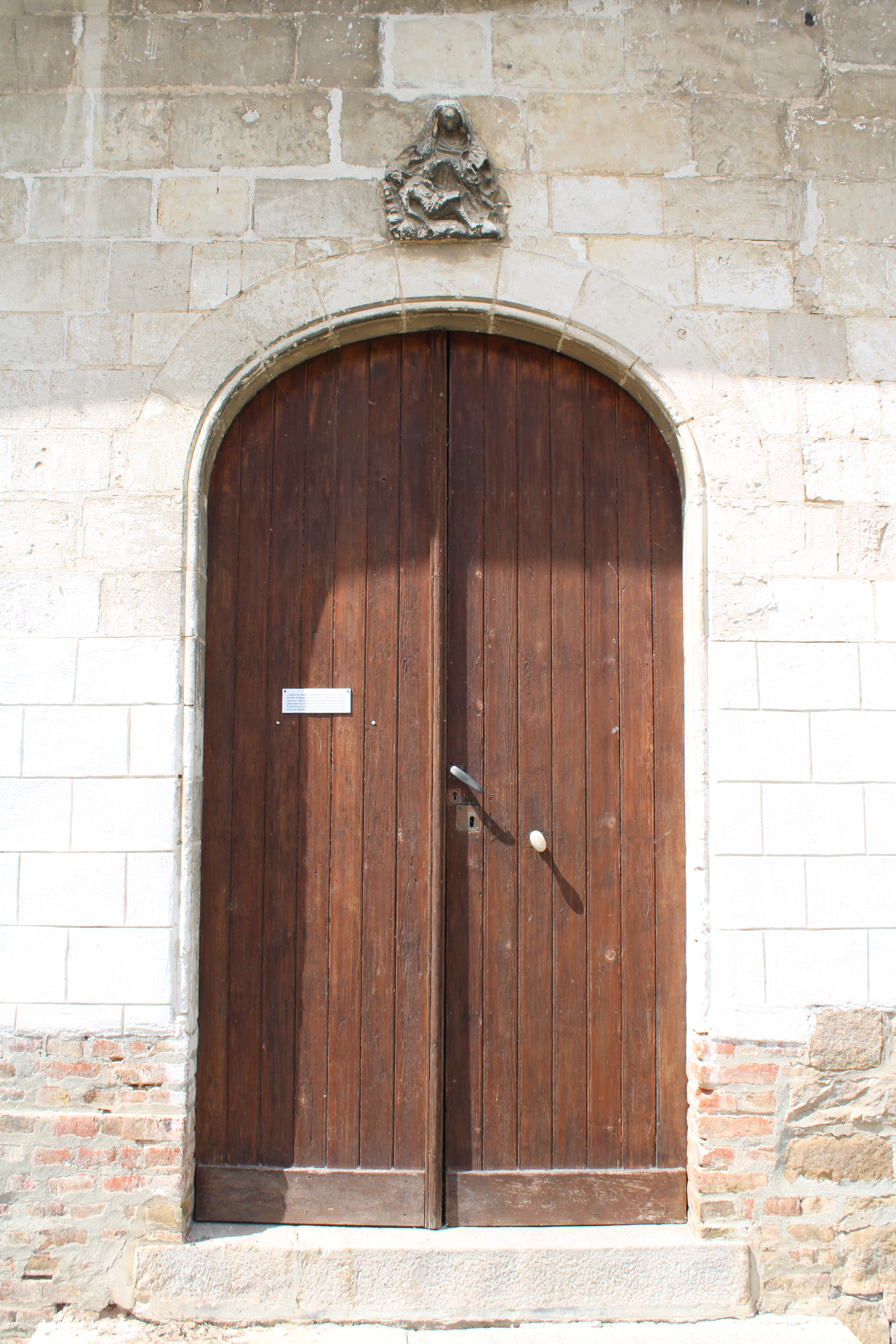
Porte latérale de l'église.
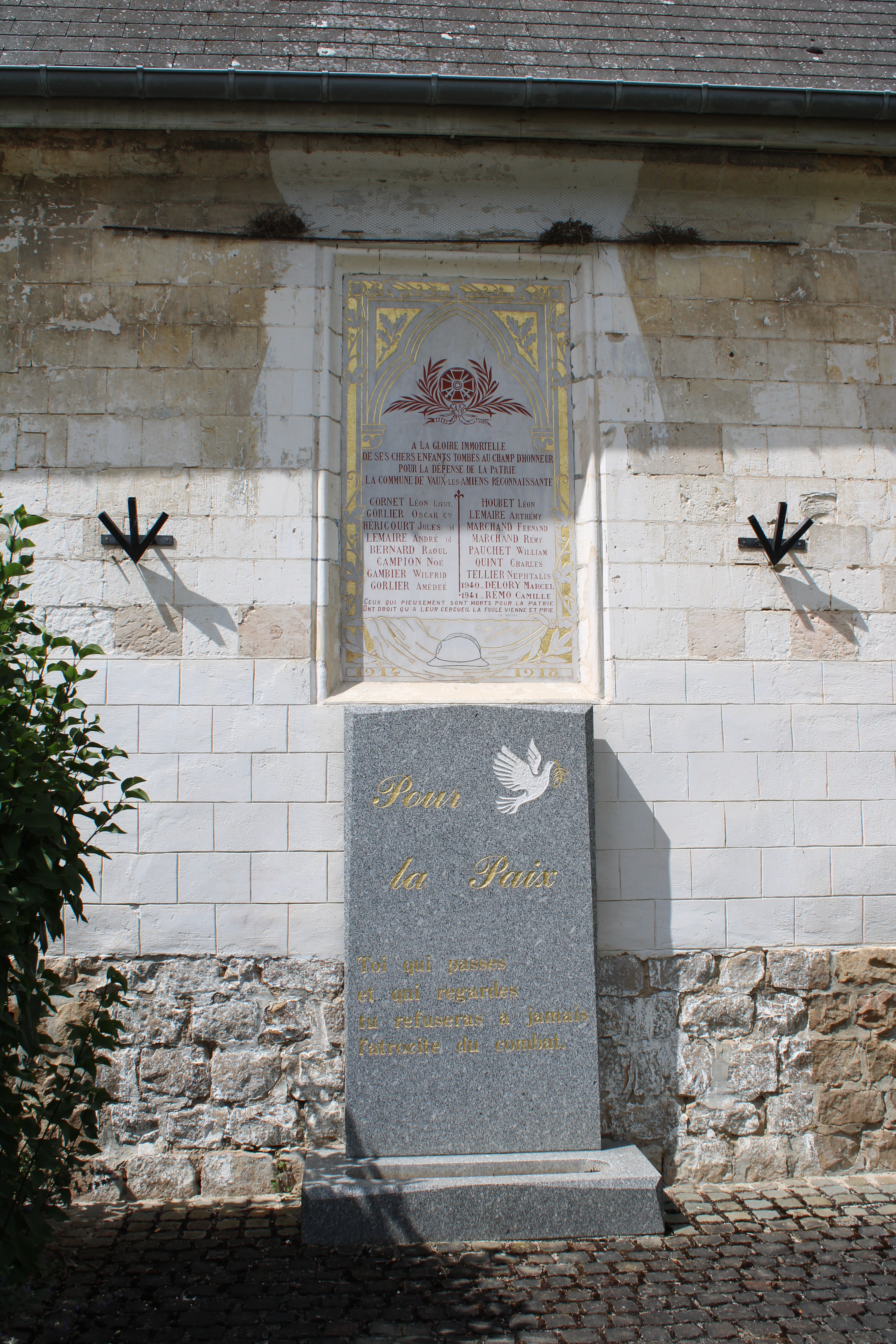
Plaques commémoratives sur le mur de l'église.
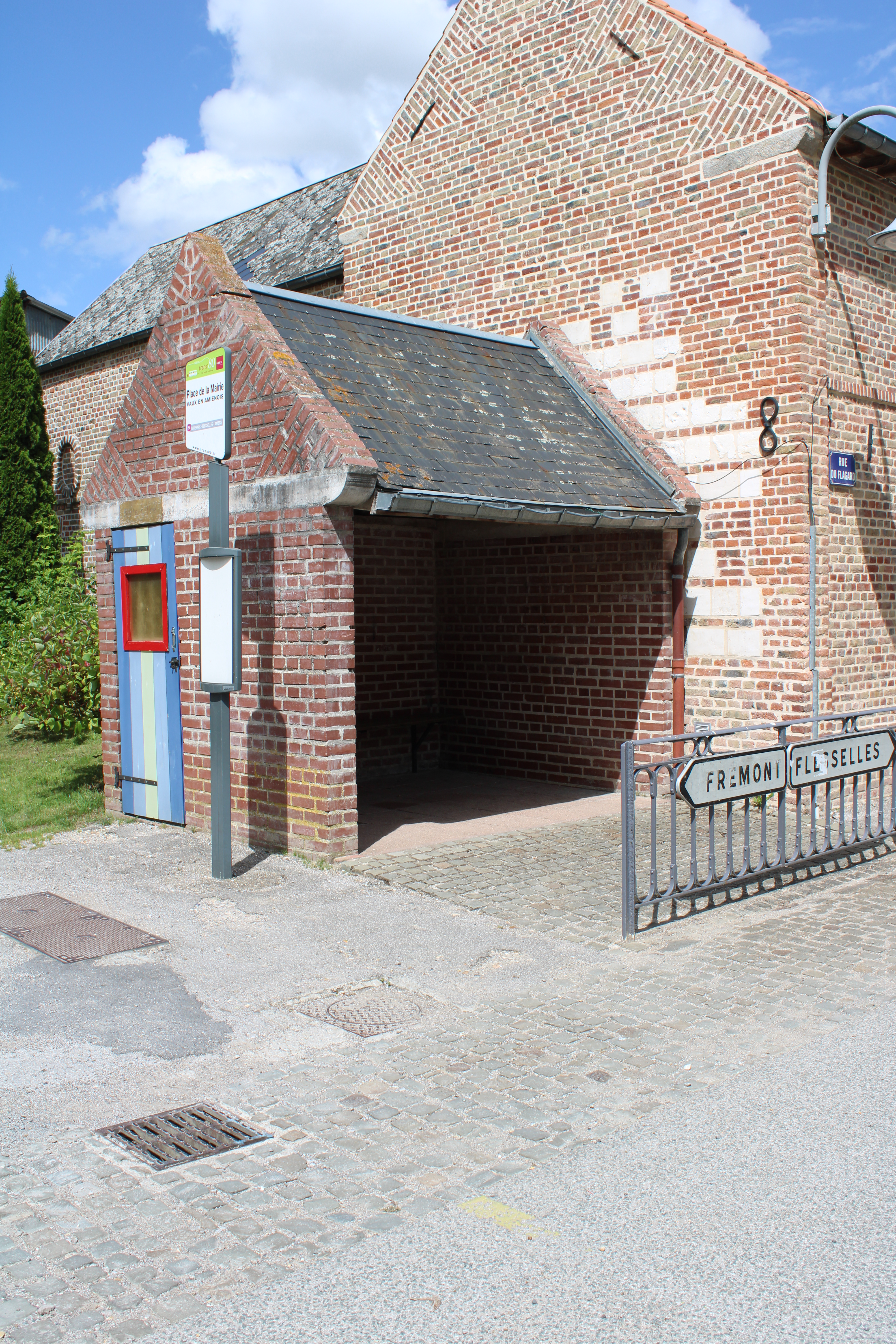
Abribus sur la place du village.

### Héraldique
| Blason de Vaux-en-Amiénois | Blason  | D'argent au chef d'azur ; à l'église du lieu d'argent, ajourée et essorée de sable et brochant sur le chef ; au tambour d'argent, cerclé de gueules, lacé d'argent et noué de gueules, dans une branche de coudrier [noisetier] feuillée de cinq pièces et fleurie de deux, le tout au naturel et brochant sur le tout, en pointe.                                                    |
| Blason de Vaux-en-Amiénois | Détails | Le tambour est une allusion au nom du bulletin communal, ainsi qu'une référence à un son et lumière présenté dans la commune en 1991, dont le « fil conducteur » était le garde champêtre avec un tambour. Les feuilles et les chatons de noisetier (ou coudrier) sont une allusion à une espèce très répandue dans les haies locales. Création de Philippe Vaquette adoptée en 1991. |